# Salinitet
Salinitet je stepen slanosti otopljene soli u vodi. Koristi se kako bi se iskazala slanost uglavnom mora i predstavlja se u promilima težine, tj. u hiljaditom delu merene težine. Salinitet je važan faktor u određivanju mnogih hemijskih osobina prirodnih voda i bioloških procesa u njoj, to je termodinamičko stanje varijable koja, uz temperaturu i pritisak, upravlja fizičkim svojstvima poput gustine i toplotnog kapaciteta vode.

## Definicija
Salinitet je jedna od najvažnijih osobina morske vode. Prosečan salinitet svetskog okeana iznosi oko 35 promila, tj. oko 35 g otopljene soli po jednom kilogramu vode. Te vrednosti saliniteta su manje u blizini kopna gde se reke ulivaju u more. Reke i jezera mogu imati širok raspon saliniteta, s manje od 0,01 g/kg do nekoliko g/kg, iako postoji mnogo mesta na kojima je izmerena veća vrednost saliniteta. Mrtvo more ima salinitet viši od 200 g/kg.